# هیدن (آلاباما)
هیدن (به انگلیسی: Hayden) شهری در شهرستان بلاونت ایالت آلاباما است که مساحت آن ۲٫۹ کیلومتر مربع است و در سرشماری سال ۲۰۱۰ میلادی، ۴۴۴ نفر جمعیت داشته و تراکم جمعیتی آن، ۱۵۳٫۱ نفر در هر کیلومتر مربع بوده است.